# Live in Rio (відео)
«Live in Rio» — концертне відео британського рок-гурту «Queen», що вийшло на VHS 13 травня 1985 року. Містить концерт гурту на фестивалі «Rock in Rio» в Ріо-де-Жанейро, Бразилія 19 січня 1985 року. Крім гурту в концерті брав участь Спайк Едні, який грав на гітарі та клавішних.

## Про відео
На відео показано велику частину концерту, виконаного гуртом «Queen» в рамках «The Works Tour» під час великого фестивалю «Rock in Rio» 12 січня 1985 року. Під час виступу зібралася найбільша в кар'єрі гурту аудиторія — до 325 000 осіб. 19 січня 1985 року «Queen» знову вийшли на сцену цієї великої події перед тією ж кількістю глядачів для їх другого і фінального концерту фестивалю.
Список пісень, зіграних на концерті, такий же, як і під час «The Works Tour», хоча на відеокасеті кілька пісень, зіграних в той вечір, були виключені.
Примітною подією концерту стала проспівана майже повністю публікою версія пісні «Love of My Life».
У 2009 році лейбл «Immortal Records» випустив відео в форматі CD і DVD з новою назвою «Rock You from Rio» і новим зображенням на обкладинці (з зображенням Фредді Мерк'юрі в знаменитому жовтому піджаку, одягнутому під час концерту на стадіоні «Вемблі» у 1986 році).

## Трек-лист
Версія DVD
1. Tie Your Mother Down — 4:46 (Мей)
2. Seven Seas of Rhye — 1:02 (Мерк'юрі)
3. Keep Yourself Alive — 2:48 (Мей)
4. Liar — 1:57 (Мерк'юрі)
5. It's a Hard Life — 4:37 (Мерк'юрі)
6. Now I'm Here — 5:24 (Мей)
7. Is This the World We Created...? — 3:02 (Мерк'юрі)
8. Love of My Life — 4:24 (Мерк'юрі)
9. Brighton Rock — 3:07 (Мей)
10. Hammer to Fall — 4:55 (Мей)
11. Bohemian Rhapsody — 5:16 (Мерк'юрі)
12. Radio Ga Ga — 6:10 (Тейлор)
13. I Want to Break Free — 3:23 (Дікон)
14. We Will Rock You — 2:29 (Мей)
15. We Are the Champions — 4:07 (Мерк'юрі)
16. God Save the Queen — 1:24 (народна, аранжування Мея)

Версія CD
1. Tie Your Mother Down — 3:56 (Мей)
2. Seven Seas of Rhye — 1:09 (Мерк'юрі)
3. Keep Yourself Alive — 2:45 (Мей)
4. Liar — 1:56 (Мерк'юрі)
5. It's a Hard Life — 4:38 (Мерк'юрі)
6. Now I'm Here — 5:25 (Мей)
7. Is This the World We Created...? — 2:51 (Мерк'юрі)
8. Love of My Life — 4:37 (Мерк'юрі)
9. Brighton Rock — 3:03 (Мей)
10. Hammer to Fall — 5:00 (Мей)
11. Bohemian Rhapsody — 5:18 (Мерк'юрі)
12. Radio Ga Ga — 5:43 (Тейлор)
13. I Want to Break Free — 3:25 (Дікон)
14. We Will Rock You — 2:29 (Мей)
15. We Are the Champions — 4:06 (Мерк'юрі)
16. God Save the Queen — 1:11 (народна, аранжування Мея)

## Інформація про пісню
- «Machines (or 'Back to humans')» зіграли з запису і тільки її початок, лише ударні в кінці грали наживо.
- Деякі кадри під час виконання пісні «Tie Your Mother Down» входять в відео «Rare Live».
- Перед і після пісні «It's a Hard Life» Фредді Мерк'юрі трохи розспівувався з глядачами.
- Під час виконання пісні «It's a Hard Life» Фредді Мерк'юрі забув один рядок і йому довелося імпровізувати.
- Після пісні «Is This the World We Created...?» Браян Мей португальською мовою представив наступну композицію «Love of My Life».
- Перед піснею «Brighton Rock» Мей зіграв двохвилинне гітарне соло, хоча зазвичай він це робив після неї.
- Перед піснею «Bohemian Rhapsody» Мерк'юрі зіграв невеликий вступ на роялі.